# Делла Рокко, Дэвид
Дэвид Делла Рокко — американский актер итальянского происхождения. Родился 4 мая 1952 года. Получил известность благодаря участию в таких фильмах, как: «Святые из трущоб» и «Святые из трущоб 2: День всех святых», в которых сыграл харизматичного персонажа Рокко. Эта роль была написана специально для него.

## Фильмография
- 1999 — Святые из Бундока
- 2008 — Уголок Джейка
- 2009 — Святые из трущоб 2: День всех святых
- 2013 — Смерть за 5 ударов сердца